# Teste de desempenho
Teste de desempenho, no contexto da engenharia de software, é similar ao teste de carga mas com o intuito de testar o software a fim de encontrar o seu limite de processamento de dados no seu melhor desempenho. No teste normalmente é avaliada a capacidade resposta em determinados cenários e configurações.